# Takīs Lemonīs
Panagiōtīs Lemonīs, detto Takīs (in greco Παναγιώτης "Τάκης" Λεμονής?; Atene, 13 gennaio 1960), è un allenatore di calcio ed ex calciatore greco, di ruolo centrocampista.

## Palmarès

### Giocatore
- Campionato greco: 4

Olympiakos: 1979-1980, 1980-1981, 1981-1982, 1986-1987
- Coppa di Grecia: 1

Olympiakos: 1980-1981

### Allenatore
- Campionato greco: 5

Olympiakos: 2000-2001, 2001-2002, 2006-2007, 2007-2008, 2016-2017
- Coppa di Grecia: 1

Olympiakos: 2007-2008
- Supercoppa di Grecia: 1

Olympiakos: 2007
- Campionato cipriota: 1

Omonia: 2009-2010
- Supercoppa di Cipro: 1

Omonia: 2010

## Statistiche allenatore
Aggiornati al 30 aprile 2017
| Squadra      | Dal              | Al               | Dati | Dati | Dati | Dati | Dati  | Dati |
| Squadra      | Dal              | Al               | G    | V    | N    | P    | Win % | Ref. |
| ------------ | ---------------- | ---------------- | ---- | ---- | ---- | ---- | ----- | ---- |
| Olympiacos   | 25 novembre 2000 | 9 ottobre 2002   | 62   | 41   | 11   | 10   | 66,13 |      |
| APOEL        | 1 gennaio 2003   | 30 giugno 2003   | —    | —    | —    | —    | —     | —    |
| Paniliakos   | 13 dicembre 2003 | 12 maggio 2005   | 45   | 12   | 15   | 18   | 26,67 |      |
| Levadiakos   | 1 luglio 2005    | 30 giugno 2006   | 25   | 7    | 4    | 14   | 28,00 |      |
| Skoda Xanthi | 4 ottobre 2006   | 20 dicembre 2006 | 9    | 5    | 2    | 2    | 55,56 |      |
| Olympiacos   | 29 dicembre 2006 | 11 marzo 2008    | 49   | 30   | 15   | 4    | 61,22 |      |
| Panionios    | 12 novembre 2008 | 2 dicembre 2008  | 1    | 0    | 0    | 1    | &0,00 |      |
| Omonia       | 17 marzo 2009    | 4 ottobre 2010   | 47   | 29   | 11   | 7    | 61,70 |      |
| Panionios    | 10 dicembre 2010 | 22 novembre 2011 | 27   | 6    | 13   | 8    | 22,22 |      |
| Panetolikos  | 9 febbraio 2012  | 11 aprile 2012   | 9    | 2    | 1    | 6    | 22,22 |      |
| Levadiakos   | 18 maggio 2013   | 14 ottobre 2013  | 8    | 2    | 2    | 4    | 25,00 |      |
| Al Raed      | 3 settembre 2015 | 1 febbraio 2016  | 13   | 3    | 4    | 6    | 23,08 |      |
| Olympiacos   | 23 marzo 2017    | 4 gennaio 2018   | 7    | 5    | 1    | 1    | 71,43 |      |
| Totale       | Totale           | Totale           | 302  | 142  | 79   | 81   | 47,02 | —    |